# Cuneo Volley Ball Club 1988-1989
Questa voce raccoglie le informazioni riguardanti il Cuneo VBC nelle competizioni ufficiali della stagione 1988-1989.

## Stagione
Nel 1988 la storica società Pallavolo Torino va in crisi e, attraverso la mediazione dei due fratelli Enzo e Silvano Prandi, rispettivamente dirigente a Cuneo ed allenatore a Torino, il presidente torinese Franco Leone sigla un accordo con il Cuneo Volley Ball Club, vendendo i diritti per la Serie A1 e numerosi giocatori alla squadra cuneese per 150 milioni di lire. La squadra del capoluogo piemontese scompare così dalla massima serie della pallavolo italiana in cui militava dalla stagione 1972-73.
I dirigenti cuneesi, non avendo mezzi economici e tecnici per affrontare la massima serie, decidono infine di scambiare il diritto con l'Agrigento Volley, appena retrocessa in A2.
Il Cuneo VBC realizza l'obiettivo promozione l'11 marzo 1989, vincendo il girone B del campionato: grazie a questo risultato ottiene la qualificazione ai play-off scudetto, dove viene eliminata agli ottavi di finale dal Porto Ravenna Volley; la squadra prende inoltre parte alla Coppa Italia, alla quale partecipano sia le formazioni di Serie A1 che di A2, ma viene eliminata al primo turno.

## Organigramma societario
Area direttiva
- Presidente: Bruno Fontana

Area organizzativa
- Direttore sportivo: Enzo Prandi
- Dirigente accompagnatore: Gino Primasso

Area tecnica
- Allenatore: Gabriele Melato
- Allenatore in seconda: Elio Meinero

Area sanitaria
- Fisioterapista: Umberto Cominotto

## Rosa
| N. | Giocatore          | Ruolo | Data di nascita  | Nazionalità sportiva |
| -- | ------------------ | ----- | ---------------- | -------------------- |
| 9  | Roberto Ariagno    | P     | 29 gennaio 1963  | Italia               |
| 11 | Massimo Bedino     | C     | 28 giugno 1967   | Italia               |
| 12 | Paolo Bina         | S     | 17 maggio 1964   | Italia               |
| 14 | Dario Da Roit      | S     | 10 giugno 1967   | Italia               |
| 3  | Francesco Ferrua   | C     | 8 settembre 1965 | Italia               |
| 7  | Carlo Gaddo        | C     | 25 gennaio 1969  | Italia               |
| 6  | Riccardo Gallia    | O     | 29 aprile 1969   | Italia               |
| 5  | Jan Hedengaard     | P     | 27 maggio 1963   | Svezia               |
| 10 | Giorgio Salomone   | S     | 19 febbraio 1960 | Italia               |
| 8  | Andrea Scarini     | S     | 15 maggio 1970   | Italia               |
| 4  | Giampiero Valsania | C     | 8 febbraio 1966  | Italia               |
| 2  | Giorgio Vigna      | S     | 18 giugno 1958   | Italia               |

## Mercato
| Acquisti | Acquisti           | Acquisti  | Acquisti   |
| R.       | Nome               | da        | Modalità   |
| -------- | ------------------ | --------- | ---------- |
| P        | Roberto Ariagno    | Torino    | definitivo |
| S        | Dario Da Roit      | Torino    | definitivo |
| C        | Carlo Gaddo        | Torino    | definitivo |
| S        | Riccardo Gallia    | Torino    | definitivo |
| P        | Jan Hedengaard     | Torino    | definitivo |
| S        | Giorgio Salomone   | vbc cuneo | definitivo |
| C        | Giampiero Valsania | Torino    | definitivo |
| S        | Giorgio Vigna      | Torino    | definitivo |

## Risultati

### Serie A2

#### Girone d'andata
| 1ª giornata - 29 ottobre 1988 Padisport, Cuneo                     | Piemonte          | 3 - 0 | Pordenone | 15-7, 15-9, 15-7                 |
| 2ª giornata - 5 novembre 1988 Centro Sportivo San Filippo, Brescia | Brescia           | 2 - 3 | Piemonte  | 15-13, 14-16, 15-6, 12-15, 15-17 |
| 3ª giornata - 12 novembre 1988 Palasport, Cervia                   | Cervia            | 1 - 3 | Piemonte  | 15-12, 4-15, 11-15, 6-15         |
| 4ª giornata - 19 novembre 1988 Padisport, Cuneo                    | Piemonte          | 3 - 2 | Brugherio | 8-15, 15-7, 10-15, 15-8, 15-8    |
| 5ª giornata - 26 novembre 1988 Palasport Benedetti, Udine          | Udine             | 3 - 1 | Piemonte  | 15-17, 15-7, 15-13, 15-5         |
| 6ª giornata - 3 dicembre 1988 Padisport, Cuneo                     | Piemonte          | 3 - 0 | Mantova   | 15-10, 15-7, 15-8                |
| 7ª giornata - 10 dicembre 1988 Palazzo dello sport, Asti           | Voluntas Asti     | 1 - 3 | Piemonte  | 15-11, 12-15, 8-15, 9-15         |
| 8ª giornata - 17 dicembre 1988 Padisport, Cuneo                    | Piemonte          | 3 - 0 | Prato     | 15-5, 15-6, 15-4                 |
| 9ª giornata - 7 gennaio 1989 PalaBigi, Reggio Emilia               | Galileo Giovolley | 3 - 1 | Piemonte  | 15-11, 15-12, 9-15, 15-11        |

#### Girone di ritorno
| 1ª giornata - 14 gennaio 1989 Palasport Forum, Pordenone | Pordenone | 1 - 3 | Piemonte          | 6-15, 12-15, 15-13, 9-15         |
| 2ª giornata - 21 gennaio 1989 PalaTenda, Cuneo           | Piemonte  | 3 - 1 | Brescia           | 15-12, 14-16, 15-4, 16-14        |
| 3ª giornata - 28 gennaio 1989 PalaTenda, Cuneo           | Piemonte  | 3 - 0 | Cervia            | 15-7, 15-5, 15-3                 |
| 4ª giornata - 4 febbraio 1989 PalaKennedy, Brugherio     | Brugherio | 2 - 3 | Piemonte          | 15-12, 5-15, 14-16, 16-14, 12-15 |
| 5ª giornata - 11 febbraio 1989 PalaTenda, Cuneo          | Piemonte  | 3 - 0 | Udine             | 15-3, 15-12, 15-12               |
| 6ª giornata - 18 febbraio 1989 Palasport, Virgilio       | Mantova   | 3 - 2 | Piemonte          | 15-8, 15-11, 14-16, 9-15, 15-11  |
| 7ª giornata - 25 febbraio 1989 PalaTenda, Cuneo          | Piemonte  | 3 - 0 | Voluntas Asti     | 15-5, 15-12, 15-10               |
| 8ª giornata - 4 marzo 1989 Palasport San Paolo, Prato    | Prato     | 1 - 3 | Piemonte          | 9-15, 15-12, 9-15, 9-15          |
| 9ª giornata - 11 marzo 1989 PalaTenda, Cuneo             | Piemonte  | 3 - 0 | Galileo Giovolley | 15-7, 15-9, 15-4                 |

#### Play-off scudetto
| Ottavi di finale (gara 1) - 25 marzo 1989 PalaCosta, Ravenna | Porto Ravenna | 3 - 0 | Piemonte      | 16-14, 15-12, 15-5         |
| Ottavi di finale (gara 2) - 28 marzo 1989 PalaTenda, Cuneo   | Piemonte      | 1 - 3 | Porto Ravenna | 12-15, 15-13, 10-15, 16-17 |

## Statistiche

### Statistiche di squadra
| Competizione | Punti               | In casa | In casa | In casa | In trasferta | In trasferta | In trasferta | Totale | Totale | Totale |
| Competizione | Punti               | G       | V       | P       | G            | V            | P            | G      | V      | P      |
| ------------ | ------------------- | ------- | ------- | ------- | ------------ | ------------ | ------------ | ------ | ------ | ------ |
| Serie A2     | 30                  | 10      | 9       | 1       | 10           | 6            | 4            | 20     | 15     | 5      |
| Coppa Italia | Statistiche assenti |         |         |         |              |              |              |        |        |        |
| Totale       | ?                   | ?       | ?       | ?       | ?            | ?            | ?            | ?      | ?      | ?      |

G = partite giocate; V = partite vinte; P = partite perse

### Statistiche dei giocatori
| R. Ariagno    | Statistiche assenti | Statistiche assenti | Statistiche assenti |
| M. Bedino     | Statistiche assenti | Statistiche assenti | Statistiche assenti |
| P. Bina       | Statistiche assenti | Statistiche assenti | Statistiche assenti |
| D. Da Roit    | Statistiche assenti | Statistiche assenti | Statistiche assenti |
| F. Ferrua     | Statistiche assenti | Statistiche assenti | Statistiche assenti |
| C. Gaddo      | Statistiche assenti | Statistiche assenti | Statistiche assenti |
| R. Gallia     | Statistiche assenti | Statistiche assenti | Statistiche assenti |
| J. Hedengaard | Statistiche assenti | Statistiche assenti | Statistiche assenti |
| G. Salomone   | Statistiche assenti | Statistiche assenti | Statistiche assenti |
| A. Scarini    | Statistiche assenti | Statistiche assenti | Statistiche assenti |
| G. Valsania   | Statistiche assenti | Statistiche assenti | Statistiche assenti |
| G. Vigna      | Statistiche assenti | Statistiche assenti | Statistiche assenti |

P = presenze; PT = punti totali; AV = attacchi vincenti; MV = muri vincenti; BV = battute vincenti